# 평양대부흥
평양대부흥(平壤大復興, 영어: Pyongyang Revival, Great Pyongyang Revival)이란 1907년 평양을 중심으로 일어나 전국 교회로 확산된 한국 교회의 대표적 부흥운동을 말한다. ‘평양대부흥 운동’, ‘성령 대부흥 운동’, '한국의 오순절' 이라고도 불린다. 사경회는 1907년 1월 6일(주일) 평양 장대현교회에서 평양 시내 네 교회 연합집회 형태로 시작되었는데, 선교사와 교회 지도자들이 대중앞에서 공개회개를 하자 모든 참석자들이 동시다발적으로 회개하며 신앙인으로 거듭날것을 맹세하면서 회심하였다. 사경회내내 이어진 열기로 교세가 폭발적으로 성장하였고 이 영향을 받은 서울과 목포 등 지방에서도 부흥이 일어났다. 

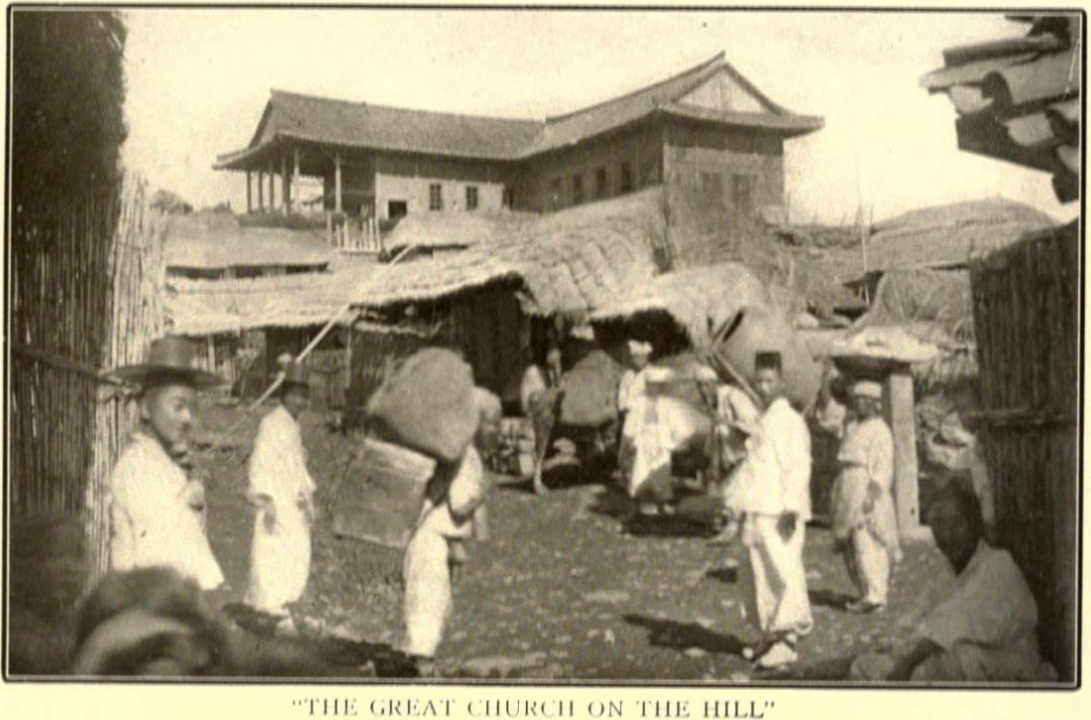
평양대부흥이 일어났던 장대현교회. 사진은 제임스 게일 선교사가 촬영하였다.

하디(R. A. Hardie) 선교사에 의해서 시작된 1903년 원산부흥운동이 성공을 거두자 평양교계에서 그를 초빙하는 등 외국인 선교사들 주관으로 사경회가 진행되었다. 그러나 나중에는 한국인 길선주 장로(당시 목사 안수를 받지 않음) 등도 합류하여 부흥회를 주도하였으며 일부 한국인 목회자들은 전국을 돌아다니며 부흥회를 개최하여 교회의 부흥이 확산되었다.

## 같이 보기
- 원산대부흥(1903년)
- 만주대부흥(영어판)
- 웨일스 대부흥(영어판)